# عنخوينيفر
عنخ ون نفر (باللغة المصرية: ꜥnḫ-wn-nfr "قد يعيش أونوفريس") ، المعروف أيضًا باسم تشونوفريس أو عنخماكيس، كان خليفة حور ون نفر، وهو حاكم مصري متمرد سيطر على جزء كبير من مصر العليا في عهد بطليموس الرابع والخامس استمر حكمه من حوالي 200 إلى 185 قبل الميلاد.

## فترة الحكم
خلف عنخ ون نفر حور ون نفر كملك في مصر العليا حوالي 201 أو 200. التاريخ الدقيق لا يزال غير واضح. خلفيته غير معروفة أيضًا، لكنه ربما كان من أقارب حور ون نفر. على أي حال، واجه عنخ ون نفر موقفًا صعبًا في بداية عهده. كان نظامه في طيبة محاصرًا ليس فقط من الموالين البطالمة في الشمال، ولكن أيضًا من غزو مملكة كوش من الجنوب. كان الأخيرون يستغلون الفوضى في مصر لتوسيع مملكتهم على طول نهر النيل، لا سيما في المنطقة المعروفة باسم دوديكاشوينوس في (النوبة السفلى بين الشلال الأول والثاني). نتيجة لذلك، لمدة عام أو عامين، أجبر الجيش البطلمي قوات عنخ ون نفر على العودة تدريجياً. ومع ذلك، ساعد عنخ ون نفر اندلاع ثورات جديدة مناهضة للبطلمية في دلتا النيل والحرب السورية الخامسة بين المملكة البطلمية والإمبراطورية السلوقية. في عام 200 قبل الميلاد، دمر السلوقيون الكثير من الجيش البطلمي في معركة بانيوم. سمح هذا لعنخ ون نفر بإعادة تقوية نظامه.
بحلول عام 197 قبل الميلاد، سيطرت القوات المتمردة التي ربما كانت موالية لعنخ ون نفر أو لم تكن موالية له، على ليكوبوليس (أسيوط الحديثة) في مصر العليا. ومع ذلك، شن البطالمة هجومًا مضادًا في عام 196 قبل الميلاد، واستعادوا ليكوبوليس، وأمنوا منف حيث توج بطليموس الخامس رسميًا ملك على مصر، وحتى استولوا لفترة وجيزة على طيبة. كان عنخ ون نفر قادرًا على استعادة طيبة بسرعة، لكنه اقتصر بعد ذلك على أجزاء من مصر العليا. استمر القتال العنيف على طول نهر النيل شمال طيبة، بينما واصلت مملكة كوش ضغطها من الجنوب. بعد حرمان عنخ ون نفر من المناطق الغنية في شمال مصر، ضعفت تدريجياً. استمرت الحرب بين الشمال والجنوب حتى عام 185 قبل الميلاد، عندما استولى الجنرال البطلمي كونانوس على عنخ ون نفر.
بشكل عام، لا يُعرف الكثير عن تفاصيل فترة حكمه حيث تم تدمير معظم سجلاتها.